# ウロビリン
ウロビリン(Urobilin; I-Urobilin)は、古くはウロクロムとして知られ、黄色の直線状のテトラピロールで、環状のテトラピロールであるヘムの分解生成物である。
ウロビリンは、ウロビリノーゲンが酸化されて生成される。ウロビリノーゲンの分子中央の炭素が酸化されてウロビリンが生成される。
ウロビリノーゲンは、抗酸化作用を有し、DPPHラジカル除去作用は他の抗酸化物質（ビタミンE、ビリルビン及びβ-カロチン）よりも高い値を示した。
尿が環境中に排出されてウロビリノーゲンが酸化されることによってもウロビリンが生成される。